# Peng Xuwei
Dans ce nom chinois, le nom de famille, Peng, précède le nom personnel Xuwei.
Pour les articles homonymes, voir Peng (homonymie).
Peng Xuwei (caractères chinois simplifiés : 彭 旭玮, née le 15 janvier 2003, est une nageuse chinoise.

## Carrière
Déjà championne de Chine à l'âge de 14 ans sur le 200 m dos, elle monte sur son premier podium international à la Coupe du monde FINA (petit bassin) en octobre 2017, à Doha (3e).
En 2018, elle signe ses premiers succès avec deux médailles d'or aux Jeux olympiques de la jeunesse à Buenos Aires (4 × 100 m quatre nages et 4 × 100 m quatre nages mixte) et également la médaille de bronze sur le 200 m dos aux Jeux asiatiques.
Aux Championnats du monde de natation en petit bassin 2021, à Abu Dhabi, elle fait partie du relais 4 × 100 m quatre nages chinois médaillé de bronze. La même année, elle a participé à ses premiers jeux olympiques à Tokyo, atteignant deux finales, avec comme résultats suivants : quatrième du relais 4 × 100 m quatre nages et septième du 200 m dos.
Elle décroche la médaille de bronze au 200 m dos lors des Championnats du monde de natation  à Fukuoka, au Japon derrière Kaylee McKeown et Regan Smith.

## Palmarès

### Championnats du monde

#### Grand bassin
- Championnats du monde 2023 à Fukuoka :
  -  Médaille de bronze du 200 m dos.
- Championnats du monde 2025 à Singapour :
  -  Médaille de bronze du relais 4 × 100 m quatre nages.